# Seleção da Occitânia de Futebol
A Seleção da Occitânia de Futebol é a equipe representativa da Occitânia, nome dado às áreas do sul da França, a área mais ocidental da Itália e um pequeno vale no norte da Espanha, onde a língua occitana é falada. É controlada pela Associação de Futebol da Occitânia. Como não é um estado reconhecido, não é membro da FIFA nem da UEFA, e a equipe, portanto, não pode competir pela Copa do Mundo nem pelo Campeonato Europeu de Futebol. Eles foram membros da NF-Board e sediaram a primeira Copa do Mundo VIVA em novembro de 2006, onde terminaram na 3º colocação.
Desde que foi fundada em 2004, a equipe da Occitânia disputou vários amistosos contra times como Chechênia e Mônaco, além de competir em quatro torneios da Copa do Mundo VIVA. Em 2009, terminou em sexto lugar depois que sua vitória no 5º lugar sobre Gozo foi anulada, e um ano depois, completou sua melhor performance na Copa do Mundo VIVA quando venceu o Reino das Duas Sicílias por 2-0 e ficou em terceiro lugar. Os occitanos foram eliminados pela equipe anfitriã, o Curdistão na fase de grupos da Copa do Mundo VIVA de 2012, antes de terminar em 5º lugar.
Também participou da Copa do Mundo ConIFA de 2014, em Östersund, cidade da Lapônia, na Suécia, onde estava invicta durante toda a competição, mas foi derrotada nas quartas de final contra a Seleção dos Arameus. Terminou em 7º lugar depois de vencer a Seleção Abecásia de Futebol que conquistou a Copa do Mundo ConIFA de 2016 na Abecásia.
A Occitânia também toca na Europeada, organizada pela União Federal das Nacionalidades Europeias (FUEN). Na Europeada 2008, a equipe chegou às quartas de final, sendo eliminada pelo eventual vencedor do torneio do Tirol do Sul. Os occitanos chegaram novamente às quartas-de-final do torneio de 2012 e terminaram em 5º lugar. A seleção finalmente chegaram à final no torneio de 2016 contra o Tirol do Sul novamente e terminaram em 2º lugar de 24 equipes perdendo após a prorrogação na final.
jogadores: